# Chris DeWolfe
Chris DeWolfe (n. 1966) es uno de los creadores de MySpace (junto con Tom Anderson). Él es el exdirector ejecutivo de MySpace. Se graduó en la Universidad de Washington en 1988, donde fue miembro de la Fraternidad Beta Theta Pi, y la Universidad del Sur de California en 1997.
El 22 de abril de 2009, News Corp. anunció que DeWolfe dejaría el cargo como consejero delegado y será un asesor estratégico de MySpace para servir en la junta directiva de MySpace China.
Chris DeWolfe se ha perfilado en muchas publicaciones importantes como Fortune y BusinessWeek.